# Oxandra laurifolia
Oxandra laurifolia (Sw.) A. Rich. – gatunek rośliny z rodziny flaszowcowatych (Annonaceae Juss.). Występuje naturalnie na Kubie, Haiti, Portoryko, Gwadelupie, Martynice, Saint Kitts i Nevis. 

## Morfologia
PokrójZimozielone drzewo dorastające do 10–25 m wysokości. Kora ma szaroczarniawą barwę.
LiścieMają eliptyczny lub podłużnie eliptyczny kształt. Mierzą 8–20 cm długości oraz 2,5–6 cm szerokości. Nasada liścia jest ostrokątna lub zaokrąglona. Blaszka liściowa jest o spiczastym wierzchołku. Ogonek liściowy jest nagi i dorasta do 2–3 cm długości.
KwiatySą pojedyncze, rozwijają się w kątach pędów. Działki kielicha mają półowalny kształt, są orzęsione i dorastają do 1–2 mm długości. Płatki mają podłużny kształt i osiągają do 6–7 mm długości.
OwocePojedyncze mają elipsoidalny kształt, zebrane w owoc zbiorowy o kulistym lub elipsoidalnym kształcie. Są omszone, osadzone na szypułkach. Osiągają 15–17 mm długości i 8–11 mm szerokości.

## Biologia i ekologia
Rośnie w wilgotnych lasach. Występuje na wysokości do 700 m n.p.m. Kwitnie od czerwca do sierpnia.